# 1001 hemmeligheder for børn - og ikke for voksne
1001 hemmeligheder for børn - og ikke for voksne er en dansk børnefilm fra 2010 med instruktion og manuskript af Frank Molino.

## Handling
Siden tidernes morgen har børn skullet rydde op, lave lektier, lade være med at pille næse, tale pænt og finde sig i alt, hvad de voksne finder på. Men det behøver de slet ikke - takket være "1001 hemmeligheder for børn - og ikke for voksne". Charles vil gerne slippe for at skrive stil. Det kan han sagtens, han skal bare lige bygge Amalienborg af ispinde, få fingre i et kæmpe krydstogtskib og få adgang til det allerhemmeligste kontrolrum i hele Danmark...

## Medvirkende
- Christian Zinckernagel - Charles
- Lars Hjortshøj - Læreren
- Uffe Rørbæk Madsen - Portvagt
- Lars Bjarke - Bodybuilder
- Søren Fauli - Fortæller
- Jens Zacho Boye - Dronningens stemme